# Dominick Browne (4. baron Oranmore i Browne)
Dominick Geoffrey Edward Browne (21 października 1901 - 7 sierpnia 2002 w Londynie), brytyjski arystokrata irlandzkiego pochodzenia, syn Geoffreya Browne'a, 3. barona Oranmore i Browne, oraz lady Olwen Ponsonby, córki 8. hrabiego Bessborough.
Wykształcenie odebrał w Eton College i w Chirst Church w Oksfordzie. Służbę wojskową odbył w Grenadier Guards. W 1927 r. w wypadku samochodowym w Southborough w Kencie zginął jego ojciec. Dominick odziedziczył wówczas tytuł barona Oranmore i Browne. Zasiadł również w Izbie Lordów. Zasiadał tam przez 72 lata, do reformy w 1999 r., która usunęła dziedzicznych parów z Izby, ale przez te 72 lata ani razu nie zabrał w Izbie głosu.
W 1930 r. sprzedał swoją angielską rezydencję Mereworth Castle i przeprowadził się do swojej irlandzkiej posiadłości Castle MacGarret. Przyczynił się do rozwoju swojej posiadłości oraz założył tam dobrze prosperującą stajnię koni wyścigowych. Opowiadał się za proniemieckim kursem polityki Wielkiej Brytanii i popierał appeasement. Z Irlandii musiał się wyprowadzić w latach 50., kiedy to Irlandzka Komisja Ziemska zajęła zamek i przekształciła go w szpital. Lord Oranmore i Browne przeprowadził się wówczas do Londynu, gdzie spędził resztę życia.
5 lutego 1925 r. poślubił Mildred Helen Egerton (15 listopada 1903–1980), córkę Thomasa Henry'ego Egertona i lady Berthy Anson, córki 3. hrabiego Lichfield. Małżeństwo to zakończyło się rozwodem w 1936 r. Dominik i Mildred mieli razem dwóch synów i trzy córki:
- Patricia Helen Browne (ur. 16 lutego 1926), żona Michaela Cayzera, ma dzieci
- Brigid Verena Browne (25 grudnia 1927 - 3 stycznia 1941)
- Dominick Geoffrey Thomas Browne (ur. 1 lipca 1929), 5. baron Oranmore i Browne
- Martin Michael Dominick Browne (ur. 27 października 1931), ożenił się z Alison Bradford, ma dzieci
- Judith Browne (ur. 23 września 1934), żona Ralpha Haslama, ma dzieci

29 kwietnia 1936 r. poślubił Oonagh Guinness (ur. 22 lutego 1910), córkę Ernesta Guinnessa i Marie Russell, córki sir George'a Russella, 4. baroneta. Małżeństwo to zakończyło się rozwodem w 1950 r. Dominick i Oonagh mieli razem trzech synów:
- Gareth Domnagh Browne (ur. 25 czerwca 1939), ożenił się z indyjską księżniczką Harshad Purna Devi, nie ma dzieci
- nieznany z imienia syn (28 - 30 grudnia 1943)
- Tara Browne (4 marca 1945 - 18 grudnia 1966), ożenił się z Noreen MacSherry, miał dzieci, zginął w wypadku samochodowym, jego śmierć stała się inspiracją dla Johna Lennona do napisania piosenki A Day in the Life

1 grudnia 1950 r. poślubił aktorkę teatralną Sally Gray (14 lutego 1916 - 24 września 2006). Małżonkowie nie mieli razem dzieci.